# Acacia exuvialis
Acacia exuvialis är en ärtväxtart som beskrevs av Frans Verdoorn. Acacia exuvialis ingår i släktet akacior, och familjen ärtväxter. Inga underarter finns listade i Catalogue of Life.

## Bildgalleri

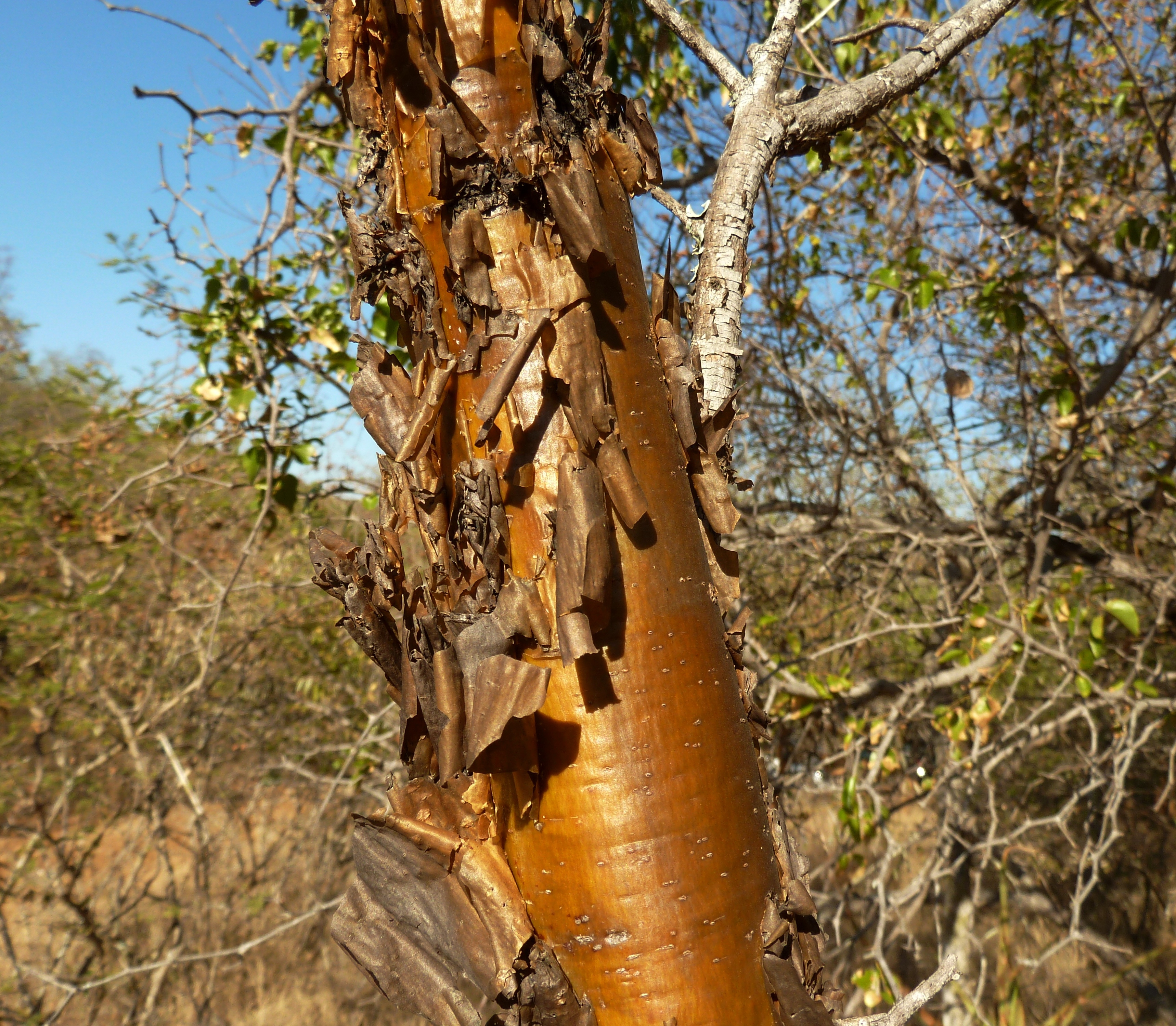
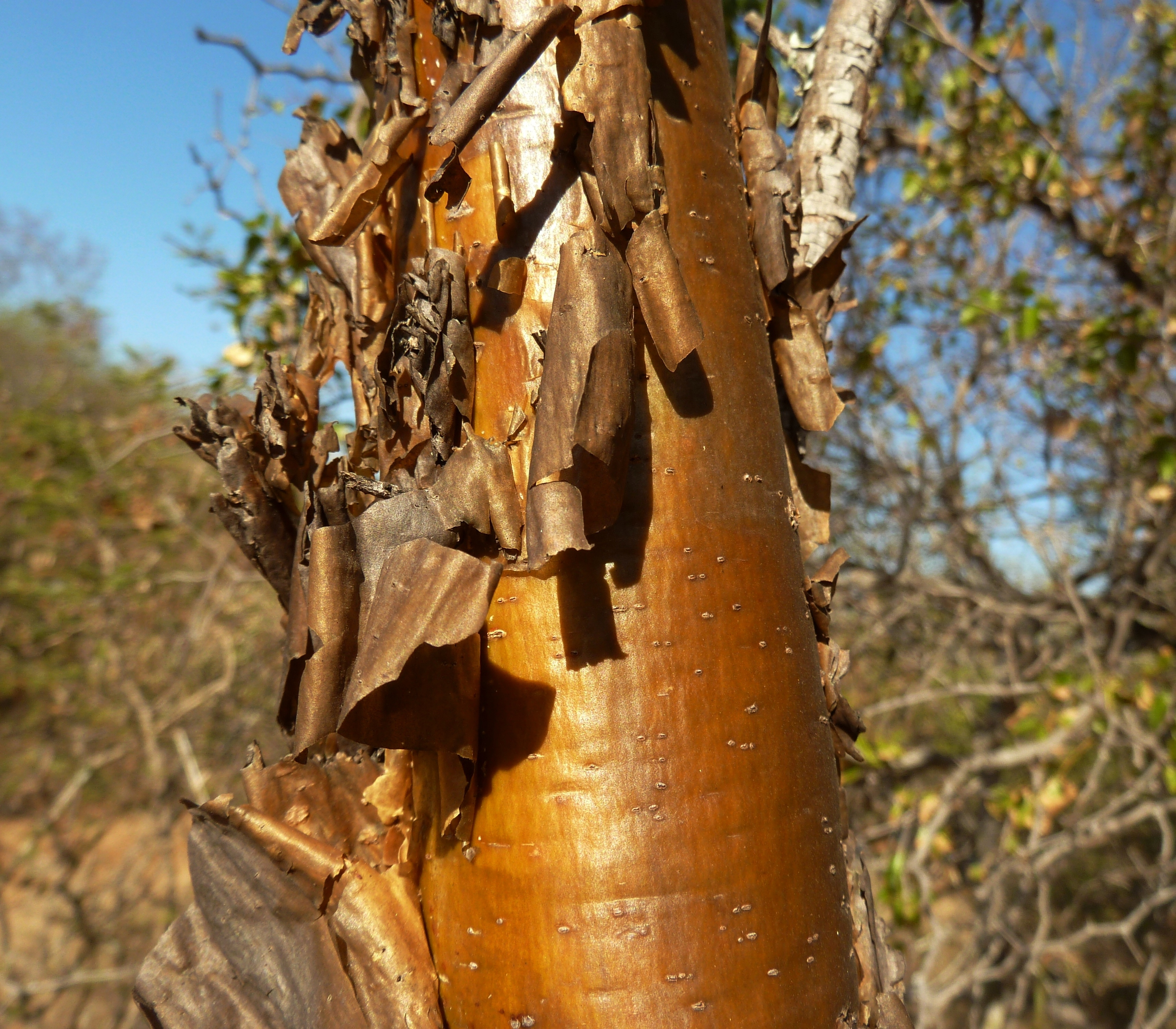
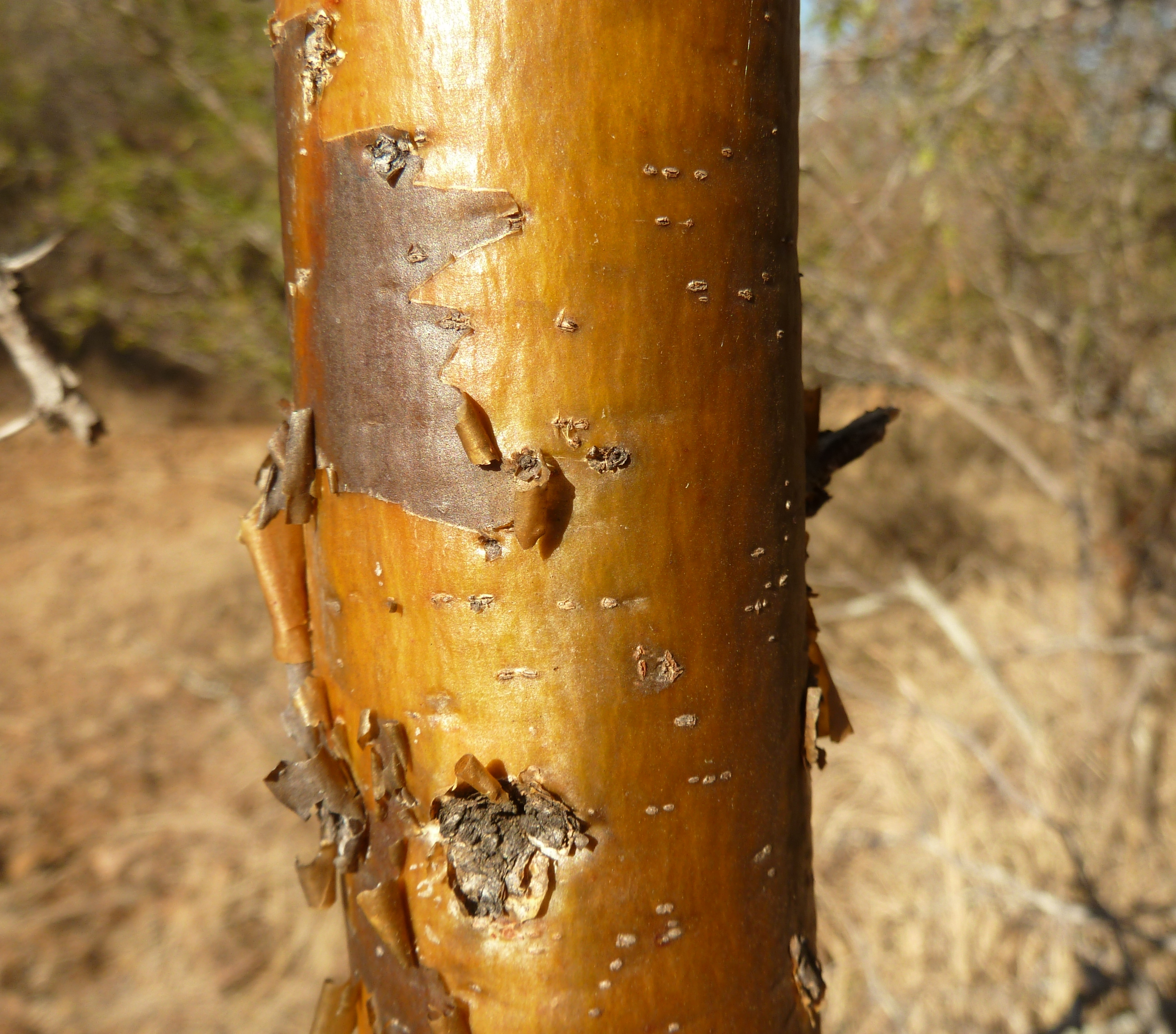
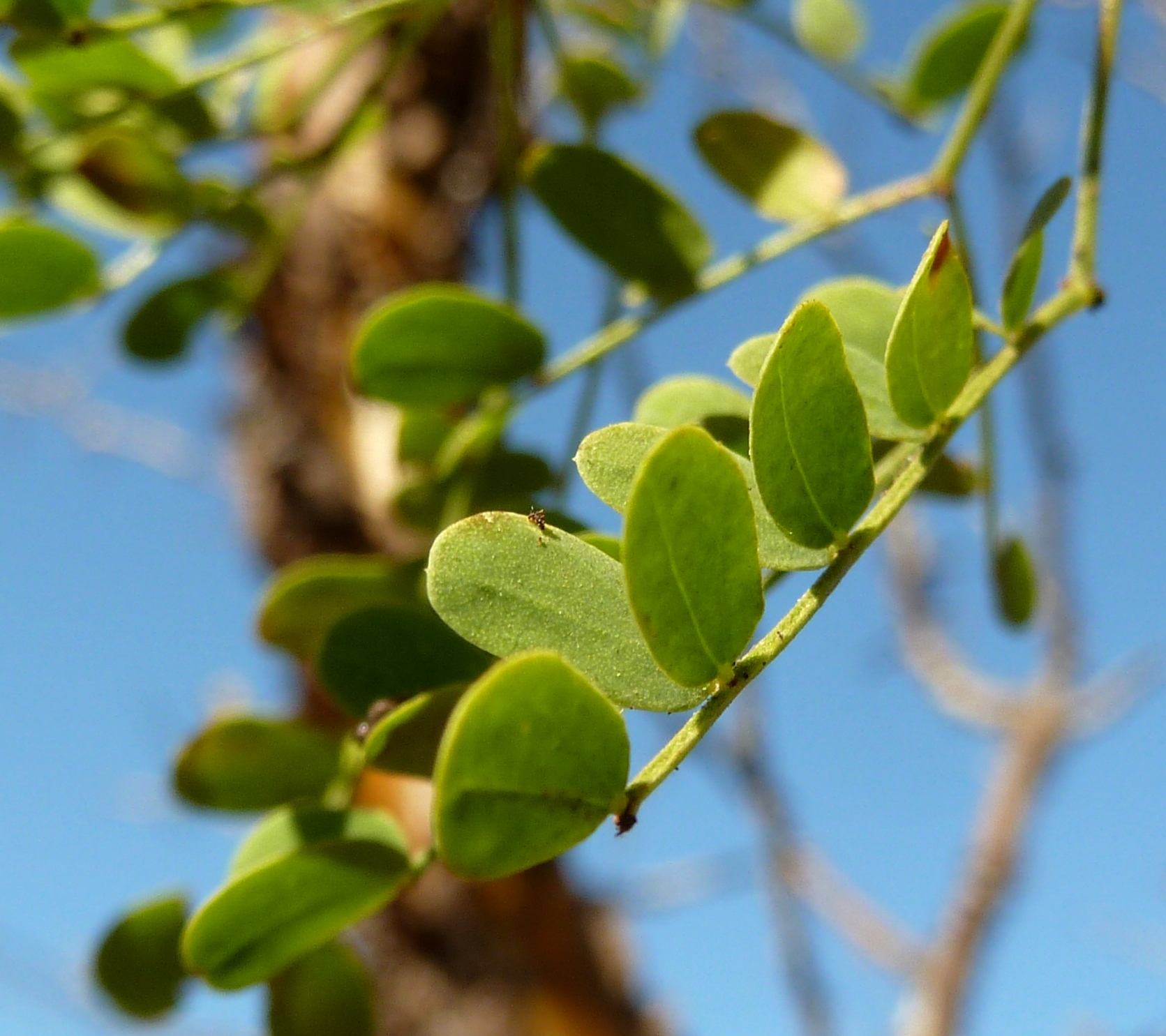
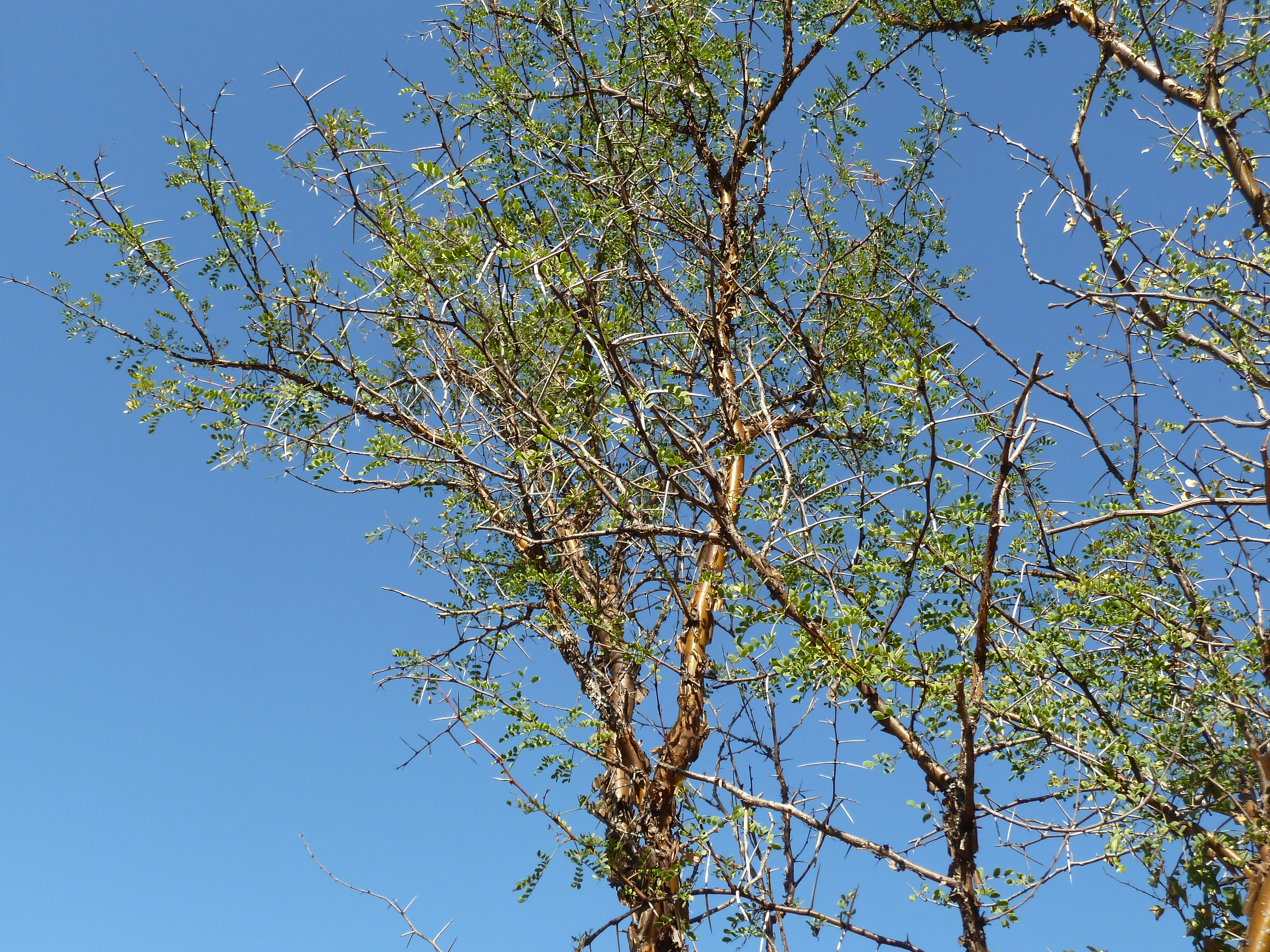